# Yelmo de Benty Grange

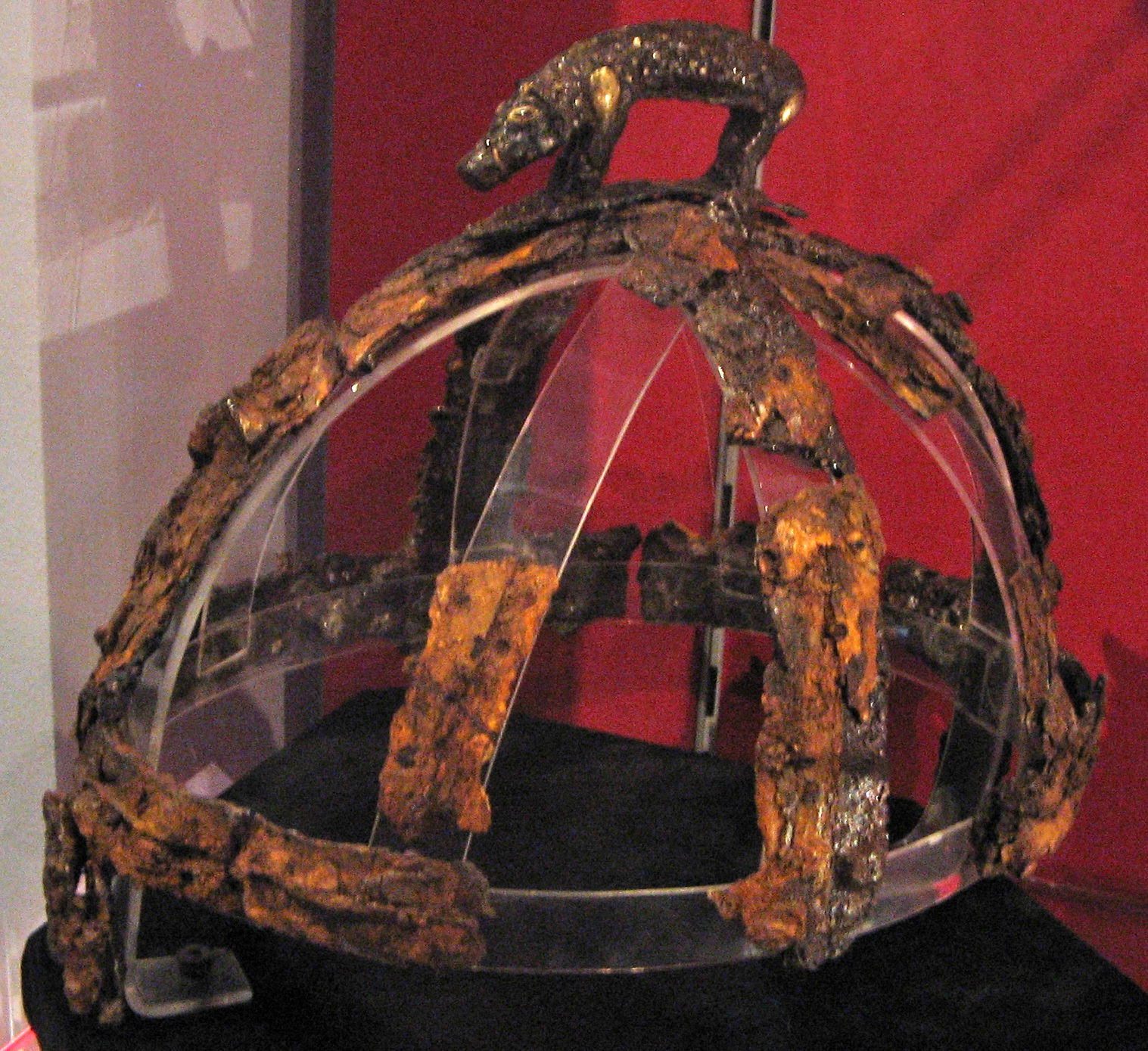
El yelmo de Benty Grange en su exposición, Weston Park Museum.

El yelmo de Benty Grange es un casco defensivo militar de la Alta Edad Media, variante del spangenhelm, y como el yelmo de Wollaston, pertenece al tipo «cresta de jabalí». Se ha fechado entre los siglos VI y VII y fue hallado durante unas excavaciones arqueológicas en 1848, en un túmulo funerario anglosajón de Derbyshire, por el arqueólogo Thomas Bateman.
Los restos del hallazgo y una reconstrucción del yelmo, se encuentran depositados en el museo de Weston Park, en Sheffield. Sobreviven las placas de hierro que hacían de soporte a otras placas de cuerno, que estaban sujetas a finas láminas de plata. La protección nasal del casco está decorado con una cruz también de plata. A diferencia del yelmo de Sutton Hoo que posee características propias de los artesanos escandinavos, el yelmo de Benty Grange se considera indudablemente de manufactura anglosajona.

## La cresta de jabalí
El yelmo se coronó con un jabalí de hierro con ojos insertados de granate sobre bronce. La pieza está montada sobre una placa elíptica de aleación de cobre. Las caderas del jabalí están hechos con placas en forma de pera de plata dorada.
Según la mitología nórdica, el jabalí como animal-talismán estaba asociado a Freyja, como diosa en el campo de batalla. Los cascos con crestas de jabalí aparecen descritos en el poema épico Beowulf.